# Rovoaivi
Rovoaivi är ett berg i Finland.   Det ligger i den ekonomiska regionen Norra Lappland och landskapet Lappland, i den norra delen av landet, 1 000 km norr om huvudstaden Helsingfors. Toppen på Rovoaivi är 375 meter över havet.
Terrängen runt Rovoaivi är huvudsakligen platt, men den allra närmaste omgivningen är kuperad.  Trakten runt Rovoaivi är nära nog obefolkad, med mindre än två invånare per kvadratkilometer. Det finns inga samhällen i närheten. Omgivningarna runt Rovoaivi är i huvudsak ett öppet busklandskap.